# Vilshofen an der Donau
Vilshofen an der Donau est une ville de Bavière (Allemagne), située dans l'arrondissement de Passau, dans le district de Basse-Bavière.
Sur son territoire se trouve l'abbaye de Schweiklberg, fondée en 1904.

## Histoire
| Appartenances historiques Duché de Bavière 1241–1255 Duché de Basse-Bavière 1255–1353 Duché de Bavière-Landshut 1353-1503 Duché de Bavière 1503–1623 Électorat de Bavière 1623–1806 Royaume de Bavière 1806–1918 République de Weimar 1918–1933 Reich allemand 1933–1945 Allemagne occupée 1945–1949 Allemagne 1949–présent |

La ville est fondée en 1206 par Henri Ier d'Ortenburg et l'évêque de Passau. Auparavant il s'agissait d'un domaine agricole du nom de Vilusa, puis Vilshouen.

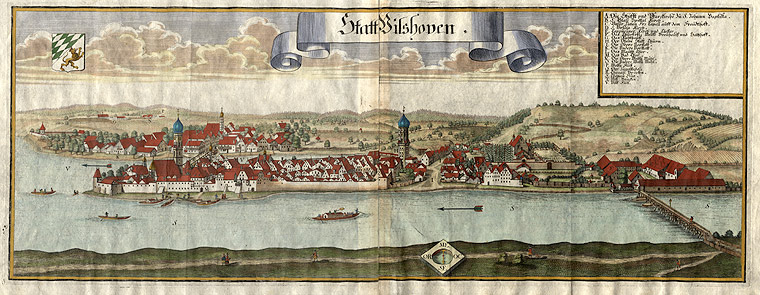
Gravure de la ville de Vilshofen an der Donau par Michael Wening dans son Historico-Topographica Descriptio (1721-1726).

## Économie
- Brasserie Wolferstetter Brauerei.

## Personnalités
- Heinrich Lautensack (1881-1919), écrivain et dramaturge